# Nitroplus Blasterz -Heroines Infinite Duel-
《Nitro+ Blasterz: Heroines Infinite Duel》是以《NITRO+ROYALE -HEROINES DUEL-》為基礎重製，由Nitro+及EXAMU共同完成的格鬥類型街機遊戲，於2015年4月30日上市。2015年12月10日發售的PS3、PS4版本則是由Marvelous進行移植及委託販售。

## 開發概況
在《NITRO+ROYALE -HEROINES DUEL-》發售後，Nitro+於2008年對外發表將製作《NITRO+ROYALE -HEROINES DUEL-》的大型電玩版本，並委託電玩廠商MileStone進行開發
，然而自這則消息以來卻遲遲沒有後續報導傳出，外界亦認為相關開發計畫已不了了之。到了2012年4月1日時，EXAMU的官方網站公開一幀電子圖像，其內容為Nitro+的虛擬代言偶像超音速子和EXAMU的遊戲角色愛乃心站在格鬥遊戲般的畫面中。2014年12月時，EXAMU於部落格正式發表《Nitro+ Blasterz: Heroines Infinite Duel》的宣傳影像，並在同年的12月28日於秋葉原的電子遊樂場進行公開測試活動。在2015年6月時，Marvelous發表將著手移植《Nitro+ Blasterz: Heroines Infinite Duel》的家用主機版本，發售時間為2015年冬季，後陸續表示家用主機版本將先行導入超音速子、愛乃心、焰，共三名主要使用角色。

## 遊戲特色
此遊戲聚集了Nitro+旗下產品（遊戲、小說、動畫等）裡眾多女性角色，並展開召喚搭檔角色進行援護攻擊的對戰格鬥。另外，由於開發廠商間的合作關係，因此預計追加來自《聖靈之心》和《閃亂神樂》的客串角色。

## 遊戲系統
此遊戲共有五顆按鍵用於操作角色，分別為輕、中、強攻擊，以及重擊、迴避動作。

### Vanishing Guard（バニシングガード）
特殊防禦動作。使用成功後可產生各種有利的態勢，但使用時無法掙脫一般投擲技。

### Variable Rush（ヴァリアブルラッシュ）
發動後可藉由任意連打按鈕而產生的超必殺技，具有無敵時間及簡易特性的手動型亂舞技。其中含有不同的演出分歧，可讓玩家自行決定對戰況有利的下一步行動。

### Lethal Blazes（リーサルブレイズ）
消費三個能量的高傷害超必殺技，發動時會切入特殊的動畫演出。

### Partner Blitz（パートナーブリッツ）
搭檔的援護攻擊。

### Infinite Blasts（インフィニットブラスト）
一回合僅限使用一次的特殊行動，發動時角色產生不帶傷害性的衝擊波將敵方擊飛，使用後可以恢復若干體力及能量。可在攻擊及被攻擊時使用。在用於攻擊敵方時不會產生衝擊波，一般攻擊技會產生若干優勢，而利於進行連續技。

## 登場角色

### 主要使用角色
艾因（CV：高垣彩陽）
出自《Phantom -PHANTOM OF INFERNO-》
莫拉（CV：山菱白花）
出自《吸血殲鬼》
瑞麗（CV：田村由香里）
出自《鬼哭街》
阿爾·阿吉夫（CV：神田理江）
出自《斬魔大聖》
沙耶（CV：川村みどり）
出自《沙耶之歌》
安娜（CV：雅姬乃）
出自《月光嘉年華》
伊格妮絲（CV：三咲里奈）
出自《塵骸魔京》
三世村正（CV：須本綾奈）
出自《裝甲惡鬼村正》
Saber（CV：川澄綾子）
出自《Fate/Zero》
牙野原惠千香（CV：あじ秋刀魚）
出自《凍京NECRO〈トウキョウ・ネクロ〉》
殺戮院鏖禍（CV：金元壽子）
出自《OKSTYLE》
超級索尼子（CV：超級索尼子）
出自《超級索尼子》
愛乃心（CV：高橋美佳子）
出自《聖靈之心》
焰（CV：喜多村英梨）
出自《閃亂神樂》

### 搭檔角色
愛原奈都美（CV：榊原由依）
出自《"Hello, world."》
曾根美雪（CV：手塚まき）
出自《你和她和她的戀愛。》
向日葵（CV：仙道ミツキ）
出自《你和她和她的戀愛。》
安莉（CV：佐伯亞美）
出自《天使ノ二挺拳銃-Angelos Armas-》
石馬戒嚴（CV：北都南）
出自《刃鳴散らす》
沙紅羅（CV：青山ゆかり）
出自《アザナエル》
黑色佛朗哥（CV：岩田由貴）
出自《続・殺戮のジャンゴ -地獄の賞金首-》
絲碧卡（CV：手塚まき）
出自《STAR MINE GIRL》
凱洛兒（CV：阿澄佳奈）
出自《罪惡王冠 失落聖誕》
龍（CV：一色光）
出自《竜†恋（Dra+KoI）》
艾咪（CV：金元壽子）
出自《翠星上的加爾岡緹亞》
紅朔（CV：神田理江）
出自《機神飛翔デモンベイン》
常守朱（CV：花澤香菜）
出自《PSYCHO-PASS》
美鶴木夜石（CV：折笠富美子）
出自《フェノメノ 美鶴木夜石は怖がらない》
寄車無間（CV：井澤詩織）
出自《ダイン・フリークス》
愛爾希亞（CV：山本希望）
出自《白貌の伝道師》
安潔拉·巴爾札克（CV：釘宮理惠）
出自《樂園追放 -Expelled from Paradise-》
丈槍由紀（CV：水瀨祈）
出自《學園孤島》
寶形依莉亞（CV：柚原みう）
出自《凍京NECRO〈トウキョウ・ネクロ〉》
超級索尼子（CV：超級索尼子）
出自《超級索尼子》

## 主題曲
《灼熱》
作詞：Ken1 / 作曲：榊原秀樹 / 演唱：VERTUEUX
《Blaster》
作詞：超音速子 / 作曲：村上正芳 / 編曲：第一宇宙速度 + 村上正芳 / 演唱：第一宇宙速度

## 脚注
1. ↑  . . 2008年12月25日  [2015年11月21日]. （原始内容存档于2015年12月8日） （日语）.
2. ↑  由於相關網頁已刪除，因此請參閱. . 2015年2月24日  [2015年11月20日]. （原始内容存档于2015年12月1日） （日语）.
3. ↑  . . 2014年12月26日  [2015年11月21日]. （原始内容存档于2015年12月8日） （日语）.
4. ↑  . . 2015年6月8日  [2015年11月21日]. （原始内容存档于2015年12月8日） （日语）.
5. ↑  . . 2015年7月16日  [2015年11月21日]. （原始内容存档于2015年11月19日） （日语）.
6. ↑  . . 2015年4月15日  [2015年12月2日]. （原始内容存档于2015年12月8日） （日语）.
7. ↑  . . 2015年6月8日  [2015年11月21日]. （原始内容存档于2015年12月8日） （日语）.

## 外部連結
- AC版官方網站（页面存档备份，存于）
- 家用版官方網站（页面存档备份，存于）
- Nitro+官方網站
- EX-BLOG